# (4504) Jenkinson
(4504) Jenkinson (1989 YO) – planetoida z pasa głównego asteroid okrążająca Słońce w ciągu 4,2 lat w średniej odległości 2,6 j.a. Odkryta 21 grudnia 1989 roku.